# Geoffrey Bawa
Geoffrey Manning Bawa (* 23. Juli 1919 in Colombo, Sri Lanka; † 23. Mai 2003 ebenda) war ein sri-lankischer Anwalt und Architekt. Er gilt als einer wichtigsten Begründer der Tropischen Moderne (tropical modernism).

## Biographie
Geoffrey Bawa war der zweite Sohn von Benjamin Bawa, einem angesehenen Anwalt aus Colombo und dessen Frau Berta Marion Schrader, die europäische und ceylonesische Vorfahren hatte. Sein älterer Bruder Bevis Bawa (1909–1992) war Landschaftsarchitekt.
Nach dem frühen Tod des Vaters 1923 wuchs Geoffrey Bawa in der Obhut seiner Mutter und zweier Tanten in Colombo auf. Von 1930 bis 1937 besuchte Bawa in Colombo das Royal College, von 1938 bis 1941 studierte er Englisch in Cambridge. Es folgte ein Jura-Studium in London (1942–1944). Von 1946 bis 1948 unternahm er diverse Reisen durch Europa und die USA. Rückkehr nach Ceylon und ab da anwaltliche Tätigkeiten in Colombo, bis er schließlich im Alter von 35 Jahren von 1954 bis 1957 an der Londoner Architectural Association Architektur studierte. Gemeinsam mit Ulrik Plesner begann Bawa 1958 seine Karriere als Architekt in Colombo zunächst im Architekturbüro von Edwards, Reid and Begg. Hier entwickelten beide ihren Stil, den sogenannten tropical modernism.

## Bauten
Etliche Bauten von Geoffrey Bawa wurden mittlerweile verändert, umgebaut oder vollständig abgerissen. Das sri-lankische Parlamentsgebäude in Sri Jayawardenepura Kotte ist sicherlich sein bekanntestes Bauwerk.
Weitere Gebäude sind oder waren (Auswahl):
- Ena de Silva House, Colombo 1960–1962
- Bentota Beach Hotel, Bentota 1967–1969
- Heritance Ayurveda Maha Gedara, (ursprünglich Hotel Neptun), Beruwala 1974
- Seema Malaka Tempel, Colombo 1976
- Mahaweli Building, Colombo 1977
- Ruhuna Universität, Matara (1980–1988)
- Sunethra Bandaranaike House, Horagolla 1984–1986
- Kandalama Hotel, Dambulla 1991–1994

## Galerie

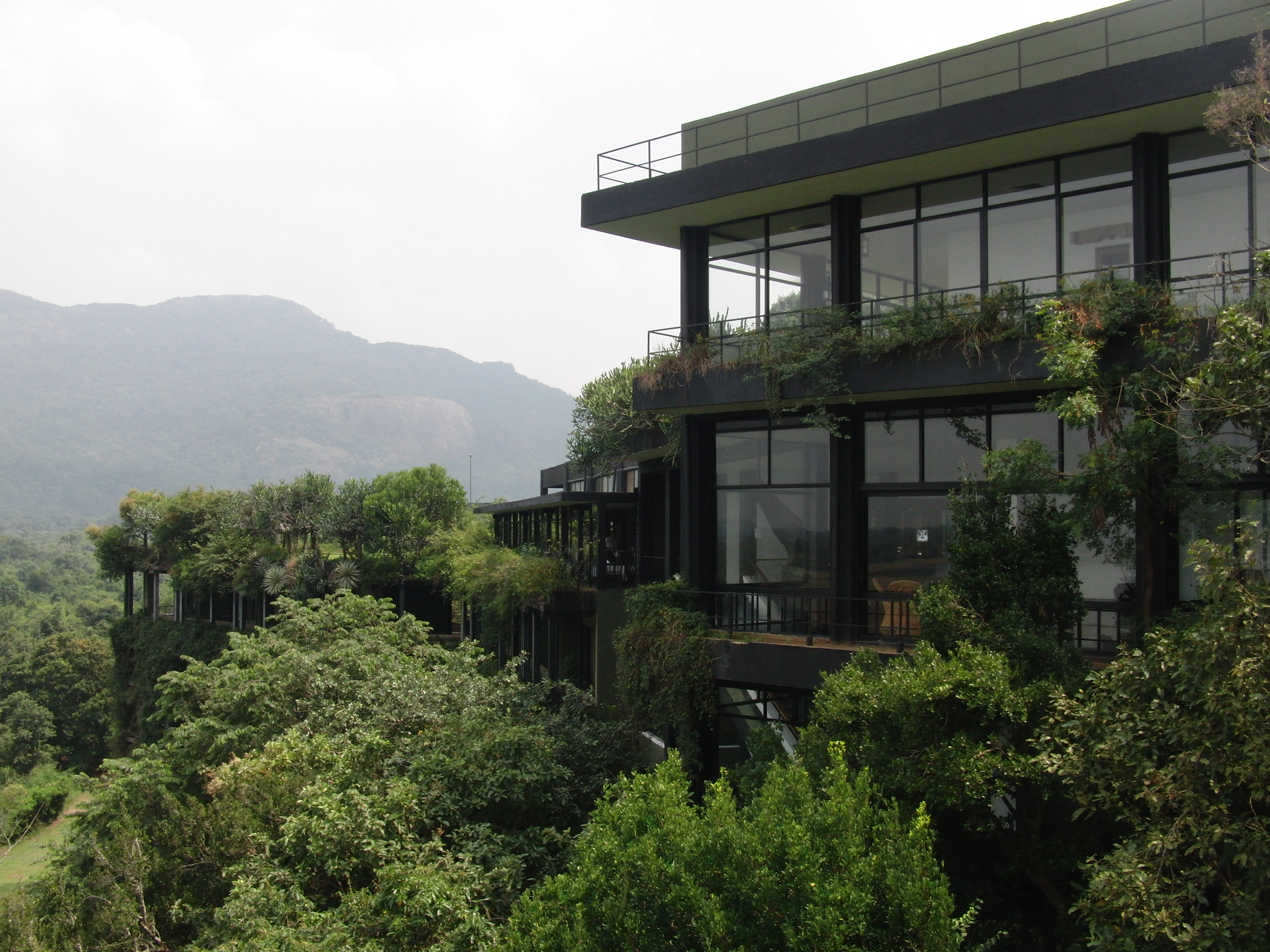
Kandalama Hotel, Dambulla, erbaut 1991
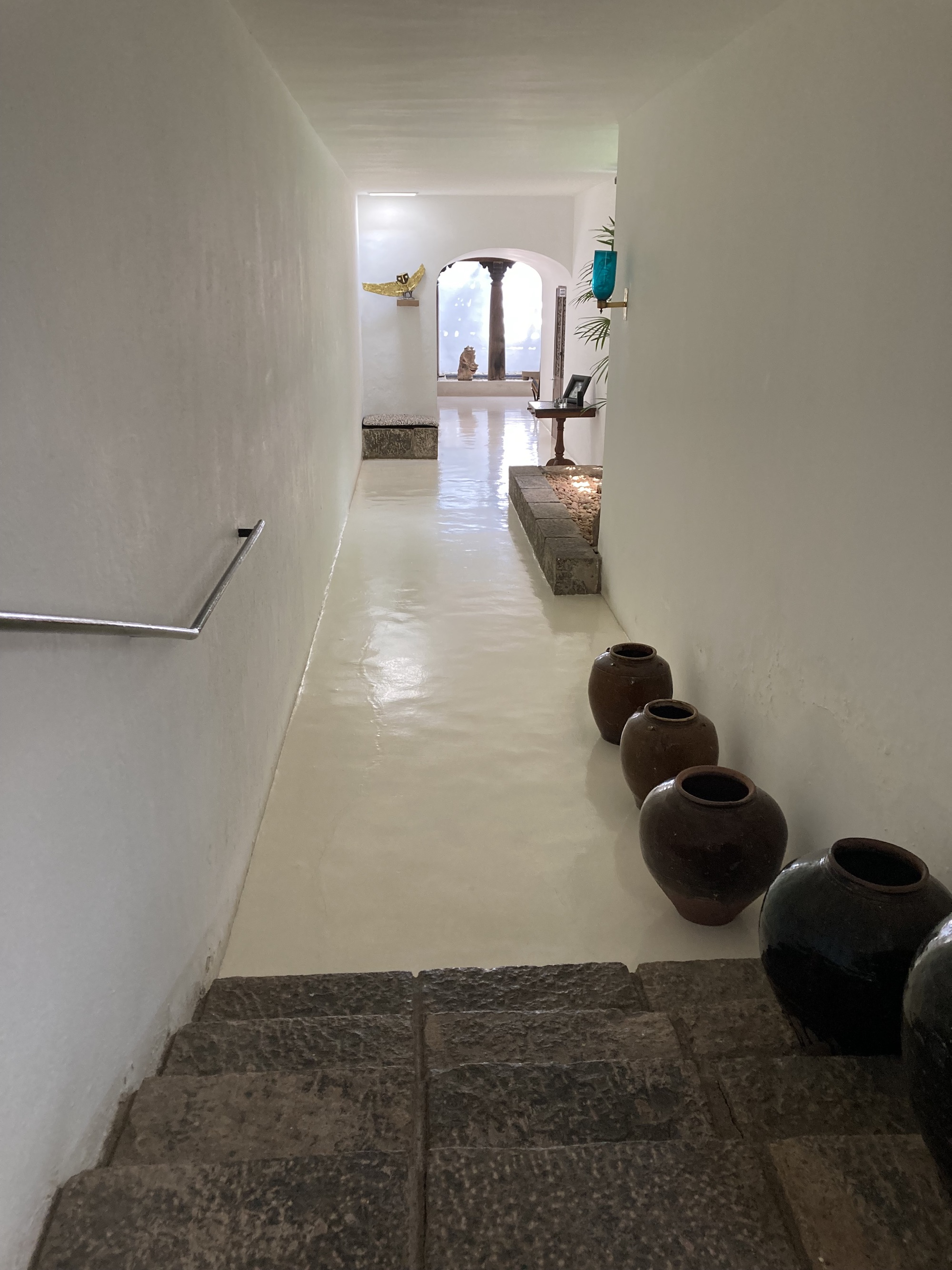
Geoffrey Bawas Wohnhaus (Eingangsbereich) und Trust in Colombo
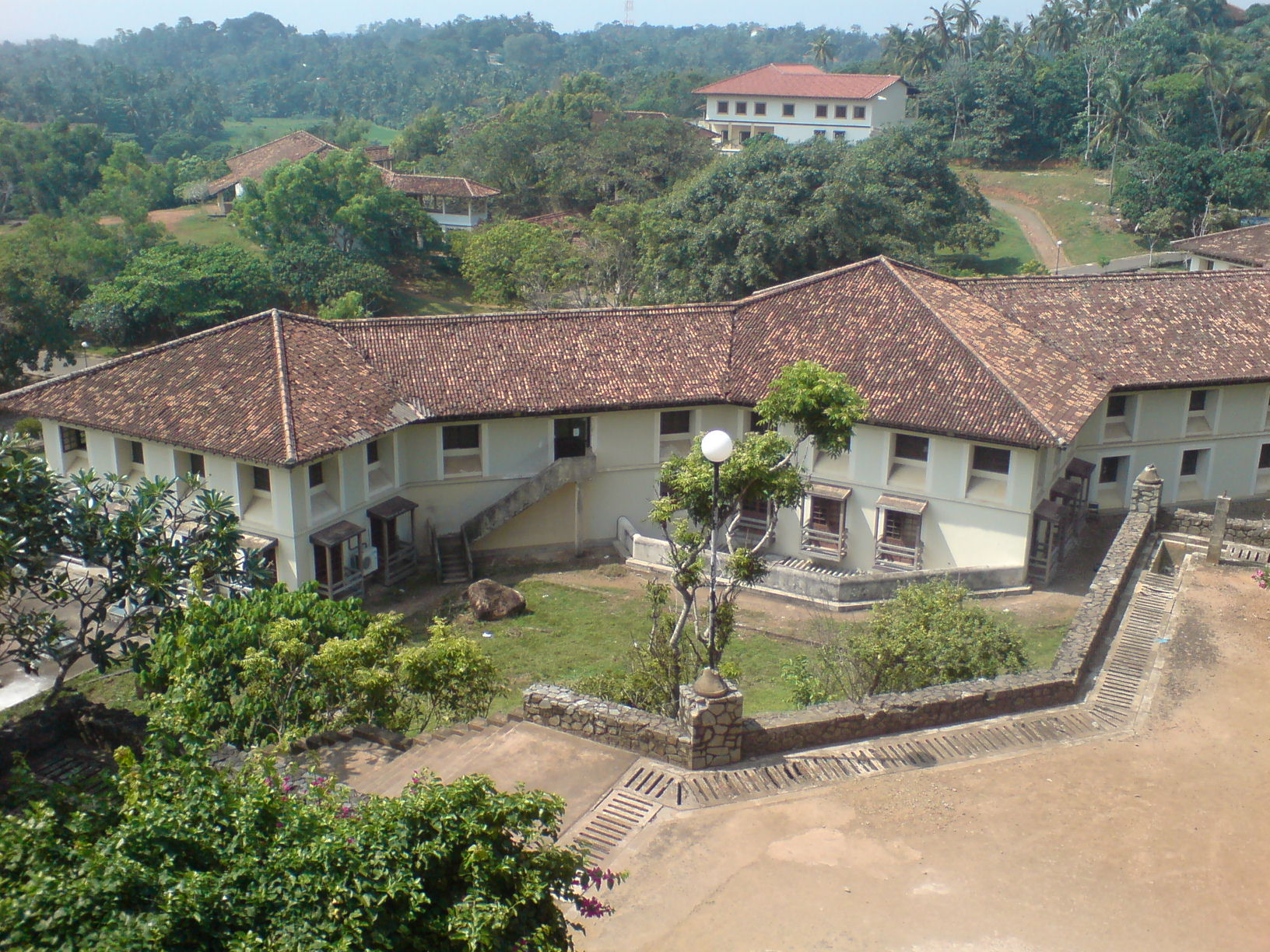
Ruhuna Universitätskomplex
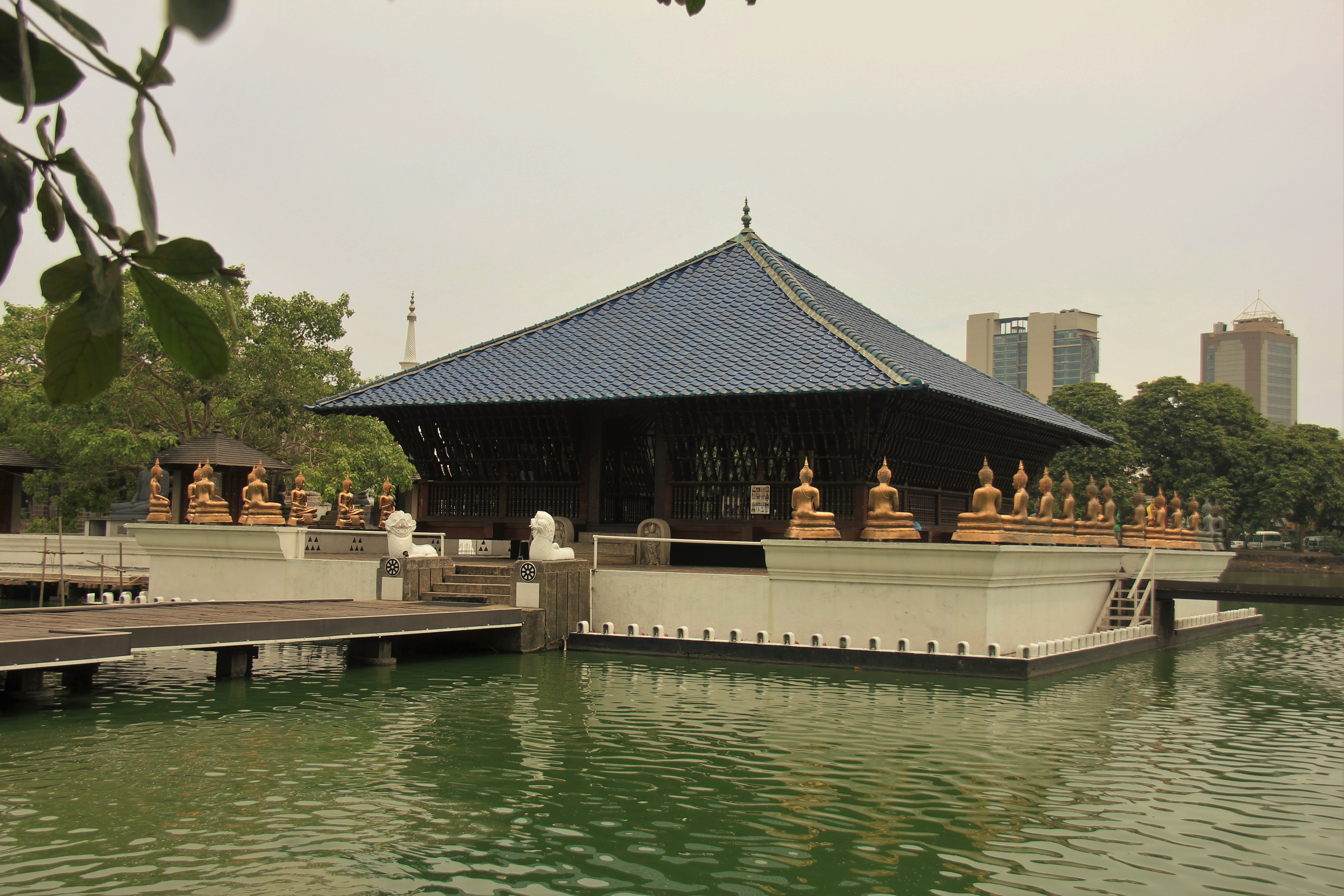
Seema Malaka Tempel in Colombo
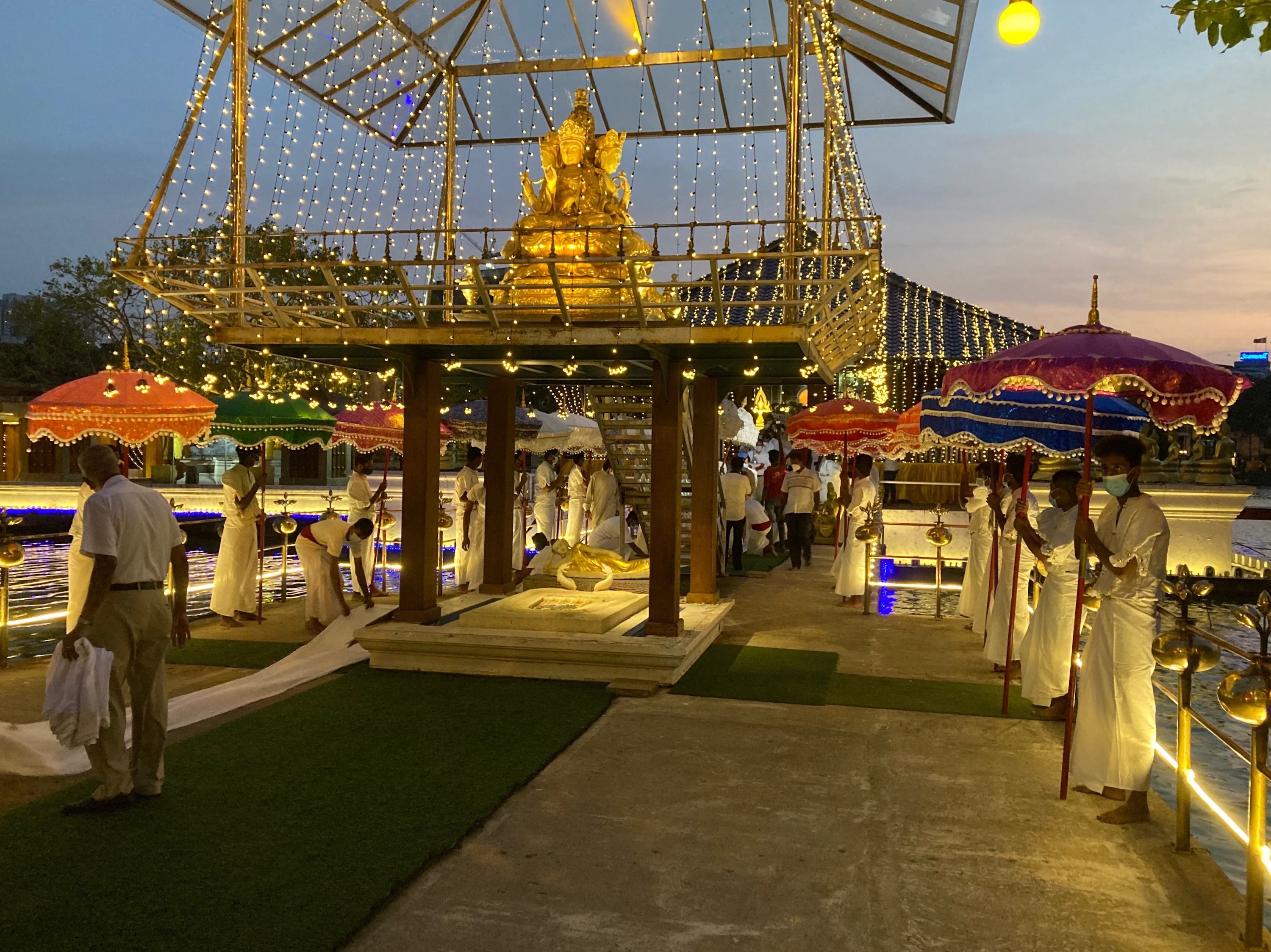
Vollmondfest am 15. Februar 2022 am Seema Malaka Tempel